# Pálfiszeg
Pálfiszeg là một thị trấn thuộc hạt Zala, Hungary. Thị trấn này có diện tích 5,59 km², dân số năm 2010 là 169 người, mật độ 30 người/km².